# How Brown Saw the Baseball Game
How Brown Saw the Baseball Game, também conhecido como How Jones Saw the Baseball Game, é um filme de curta-metragem de comédia produzido nos Estados Unidos em 1907 e distribuído pela Lubin Manufacturing Company. O filme conta a história de um fã de beisebol, chamado Mr. Brown, que ingere grande quantidade de bebida alcoólica antes de um jogo. No estádio, o torcedor está tão embriagado que ele enxerga a partida em movimento inverso. Efeitos especiais foram usados para retratar a visão alterada do protagonista.
O filme foi lançado em novembro de 1907. Recebeu críticas positivas numa edição de 1908 da revista de cinema The Moving Picture World, que publicou que o curta é "realmente engraçado" e "um verdadeiro sucesso". As identidades do elenco e da equipe de produção não são conhecidas, e também não se sabe se alguma cópia da película sobreviveu ao tempo, de modo que atualmente a obra é considerada um filme perdido. Historiadores do cinema notaram semelhanças entre o enredo de How Brown Saw the Baseball Game e o da comédia How the Office Boy Saw the Ball Game, dirigido por Edwin S. Porter e lançado no ano anterior.

## Produção

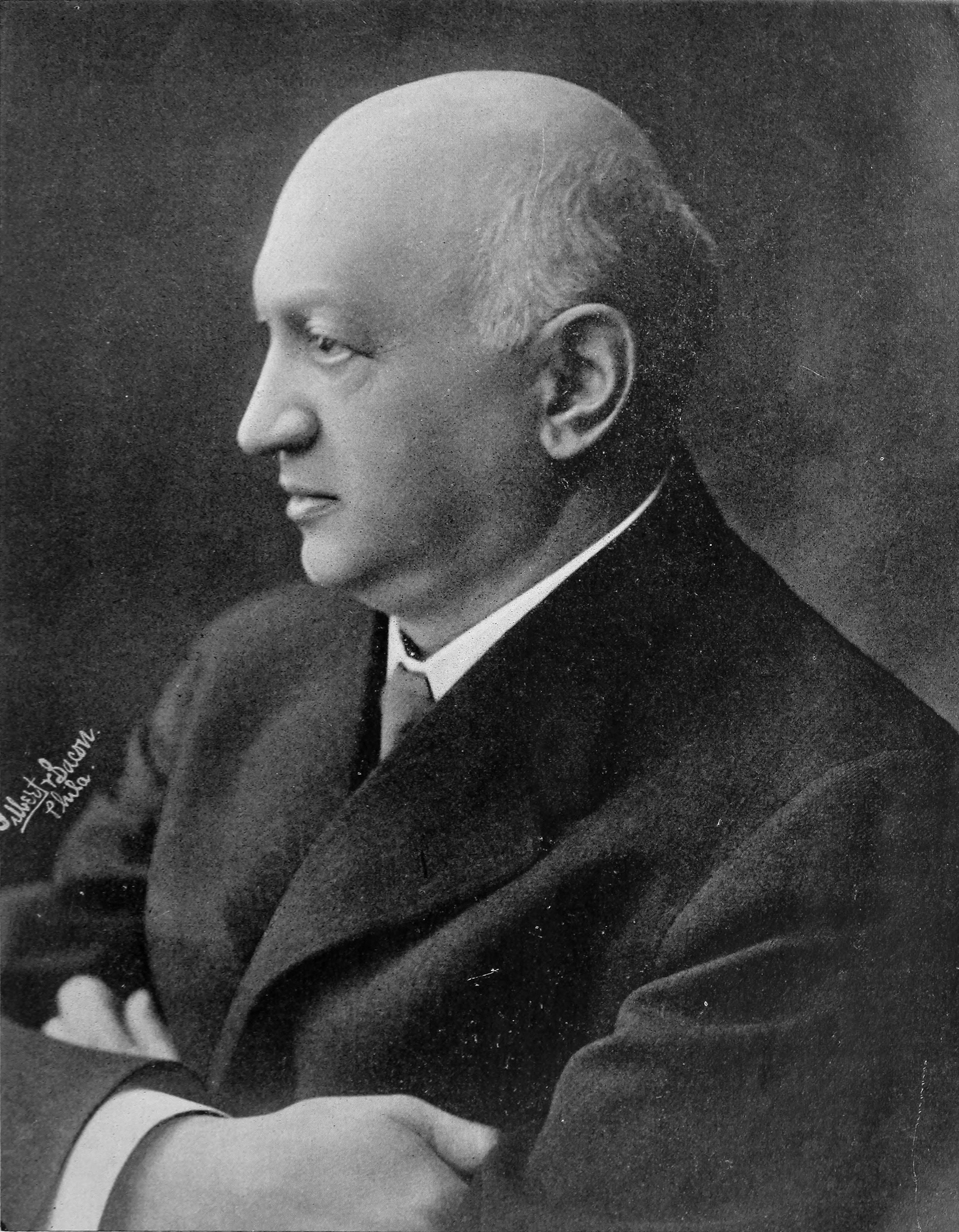
Siegmund Lubin em 1913. Sua companhia produziu e distribuiu How Brown Saw the Baseball Game.

How Brown Saw the Baseball Game foi produzido pela Lubin Manufacturing Company, uma empresa fundada pelo teuto-americano Siegmund Lubin, um dos pioneiros do cinema mundial. Na época que o curta foi feito, a companhia criava e distribuía até três obras cinematográficas por semana. As identidades do diretor e do elenco do filme não são conhecidas.
É um filme mudo, em preto e branco, e o produto acabado compreende 110 metros de película. Nas cenas que foram rodadas no estádio, os cineastas utilizaram um tipo de efeito especial a fim de mostrar os jogadores de beisebol correndo em sentido inverso. Siegmund Lubin fez o requerimento dos direitos autorais do filme, com o título alternativo How Jones Saw the Baseball Game, em 26 de outubro de 1907.

## Enredo
Antes de sair para ver um jogo de beisebol num estádio próximo de sua casa, o fã de esportes Mr. Brown bebe vários coquetéis. Ele consegue chegar ao estádio para assistir a partida, mas está tão embriagado que o jogo aparece para ele em sentido inverso, com os jogadores correndo para as bases de trás pra frente e a bola voando do batedor de volta para a mão do arremessador. Depois que o jogo acaba, Mr. Brown é escoltado de volta a sua casa por um de seus amigos. Quando chegam na residência, encontram sua esposa, que fica furiosa com o amigo e começa a agredi-lo fisicamente, pensando que ele é o responsável pela bebedeira do marido.

## Lançamento e recepção
How Brown Saw the Baseball Game foi lançado nos cinemas pela Lubin Manufacturing Company em 16 de novembro de 1907, e ainda ficou em cartaz até agosto de 1908. Durante este tempo, o filme foi por vezes exibido junto com Neighbors Who Borrow, outro curta-metragem de comédia  produzido em 1907 e que conta a história de um homem que empresta quase tudo o que tem para os seus vizinhos, até que sua esposa retorna para casa e repreende-o por ter feito isso. Propagandas para o filme o retratavam como "bem divertido", e o próprio Lubin promoveu o curta como uma "farsa gritantemente engraçada".
A obra recebeu uma avaliação positiva na edição de junho de 1908 da revista The Moving Picture World, que descreveu o filme como "verdadeiramente engraçado", e que ele provou ser "um verdadeiro sucesso". Análises modernas têm muitas vezes sugerido que How Brown Saw the Baseball Game foi produzido como uma alternativa da Lubin Manufacturing Company para a comédia dirigida por Edwin S. Porter How the Office Boy Saw the Ball Game, um filme lançado pela Edison Studios em 1906 sobre um empregado de escritório esgueirando-se do seu local de trabalho para assistir a um jogo de beisebol apenas para descobrir seu empregador em um assento nas proximidades. A Lubin Manufacturing Company era conhecida por criar filmes semelhantes a películas feitas por estúdios concorrentes. Lubin já havia criado filmes que se assemelhavam aos do Edison Studios, tais como Uncle Tom's Cabin e The Great Train Robbery.
O escritor Jack Spears escreveu em seu livro Hollywood: The Golden Era que How Brown Saw the Baseball Game e How the Office Boy Saw the Ball Game "usaram praticamente o mesmo enredo". O artigo de Rob Elderman "The Baseball Film: to 1920" na revista Base Ball constata igualmente as semelhanças dos enredos dos filmes. Atualmente, não se sabe se ainda existe alguma cópia de How Brown Saw the Baseball Game; provavelmente é um filme perdido. Se acaso for redescoberta, a obra já seria de domínio público.